# 教大站 (大邱廣域市)
教大站（：／ Gyodae yeok */?）是大邱地鐵1號線沿線的一座地下車站，位於韓國大邱廣域市南區大明洞。

## 車站結構
站體為2面2線側式月台的地下車站，候車月台設有月台幕門，並有4處出口。

### 月台配置
| 嶺大醫院 ↑ |
| \| 上      |
| ↓ 明德     |

| 月台 | 路線               | 目的地                             |
| ---- | ------------------ | ---------------------------------- |
| 上行 | ●大邱都市铁道1号线 | 嶺大醫院、西部客運站、舌化椧谷方向 |
| 下行 | ●大邱都市铁道1号线 | 半月堂、中央路、安心方向           |

## 歷史
- 1997年11月26日：落成啟用。

## 車站周邊
- 天主教文化館
- 東大門派出所
- 南大邱郵局
- 南區衛生所
- 南區綜合社會福祉館
- 靈仙市場
- 慶尙中學
- 大邱高校
- 慶北藝術高校
- 大邱女子商業高校
- 大邱教育大學（朝鲜语：대구교육대학교）
- 國民年金公團大邱達城分社
- 韓國身心障礙者僱傭公團（朝鲜语：한국장애인고용공단）大邱地域總部

## 圖片

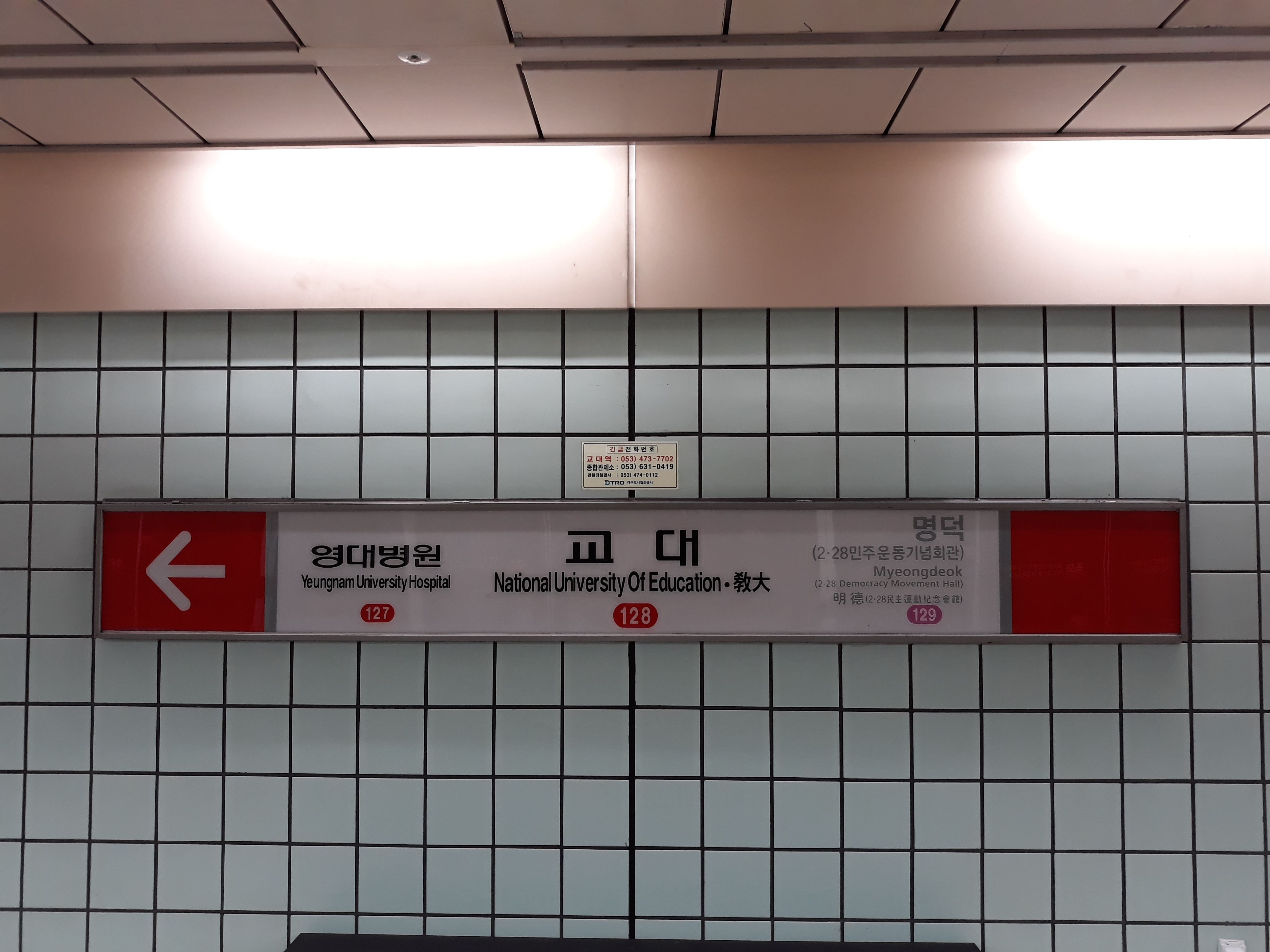
站名牌
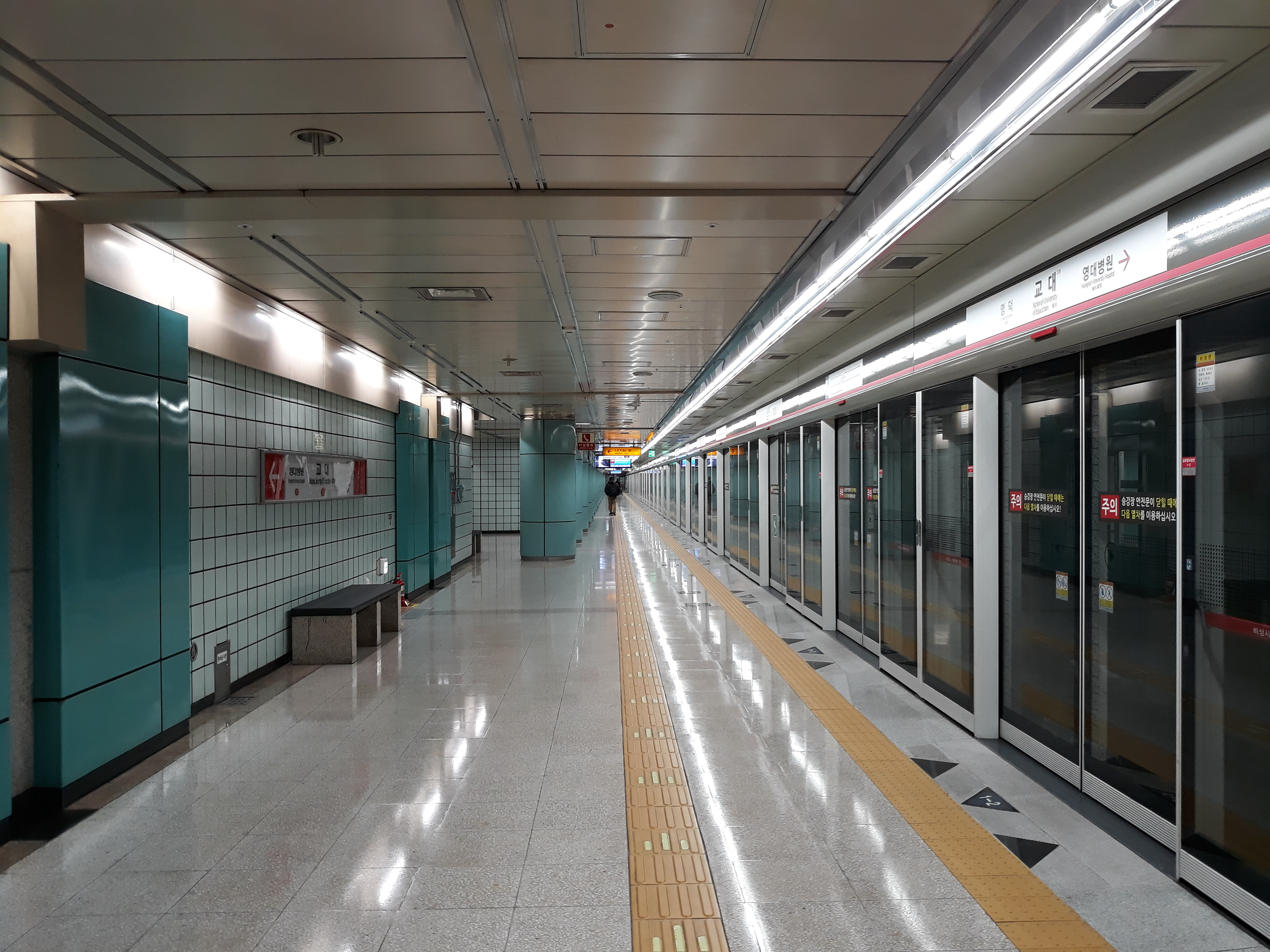
候車月台
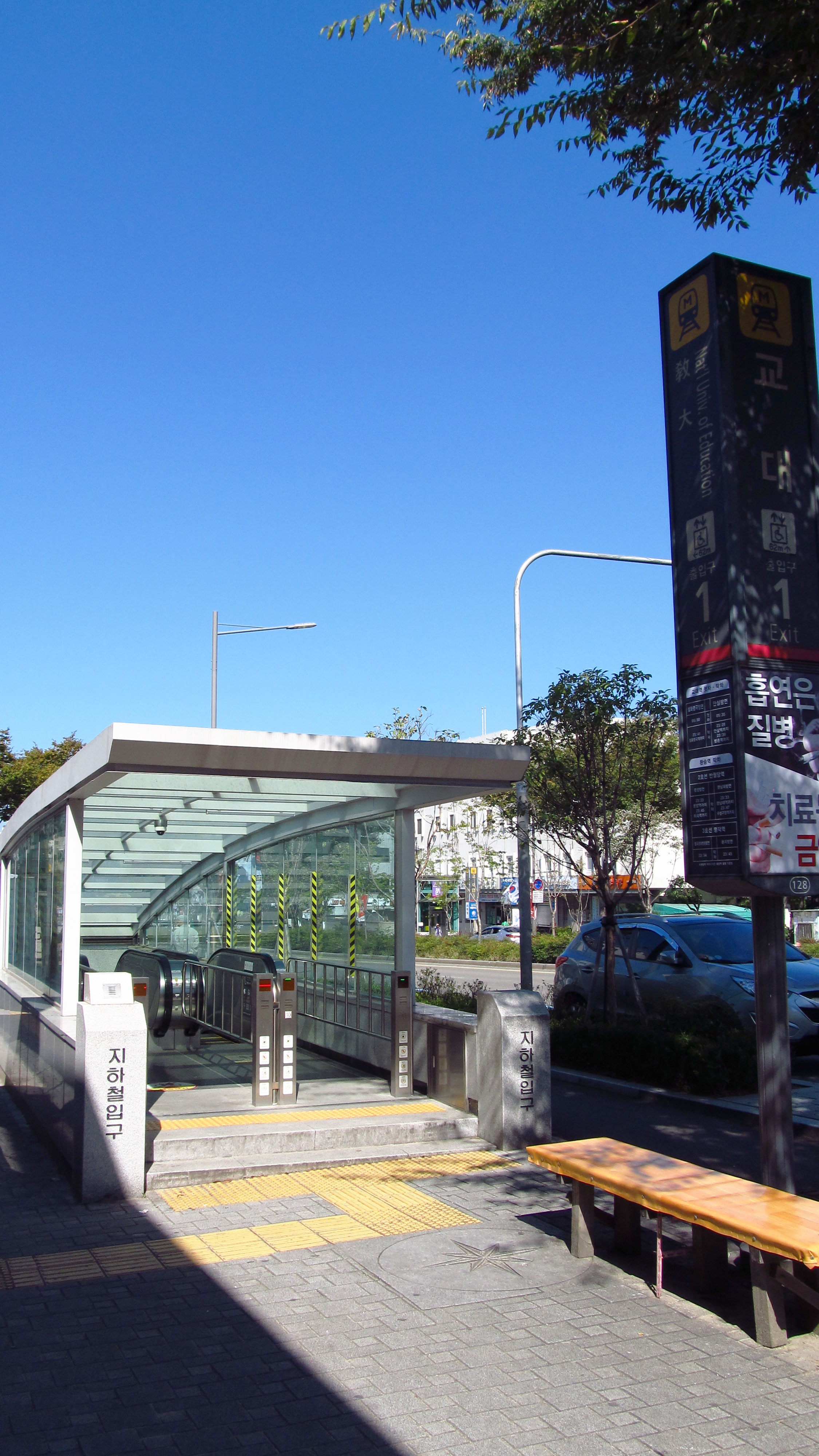
1號出口
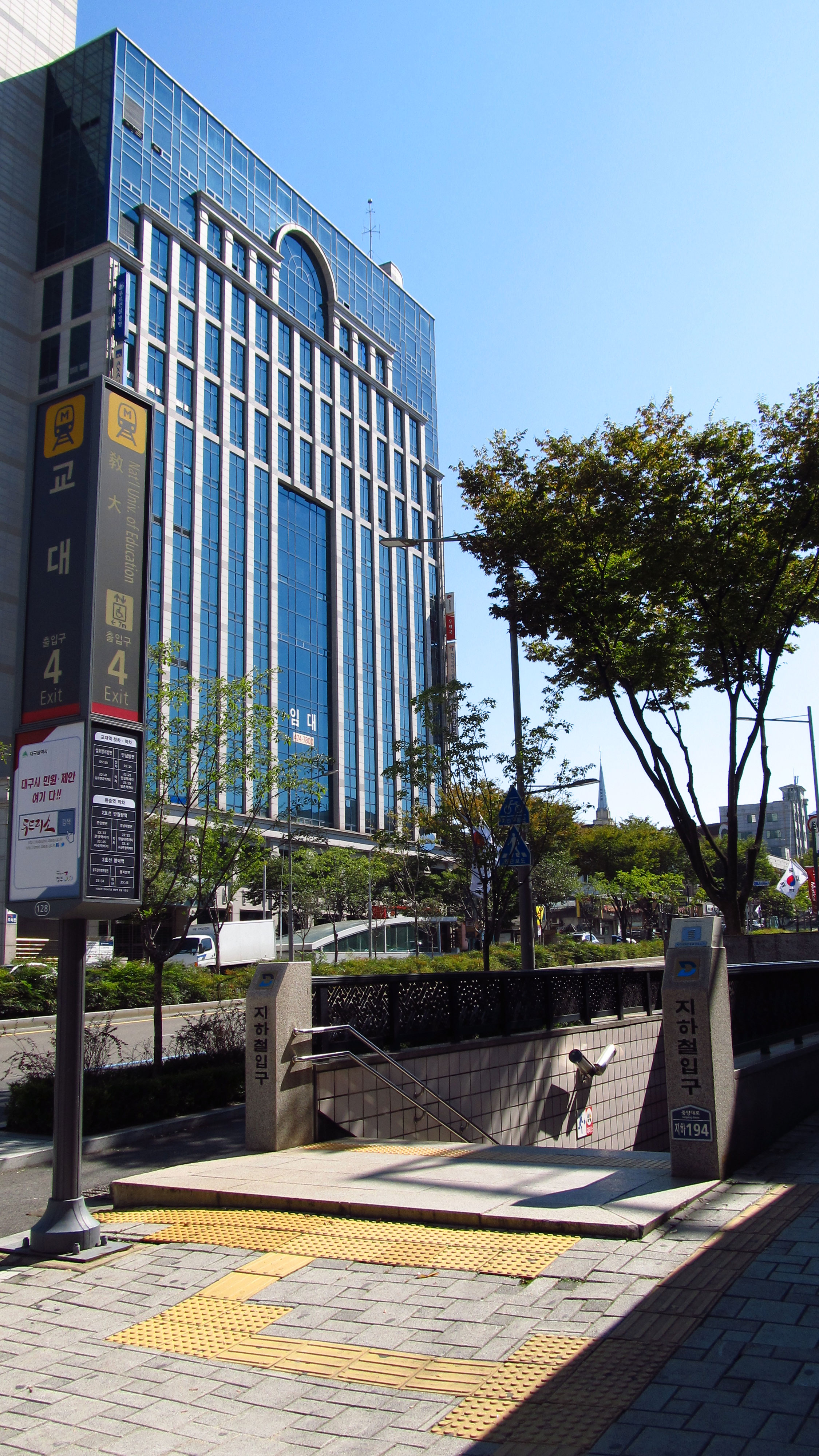
4號出口

## 相鄰車站
大邱都市鐵道公社
●大邱都市铁道1号线
嶺大醫院（126）－教大（127）－明德（128）